# Gordi Sabloukov
Gordi Semionovitch Sabloukov (en russe : Гордий Семёнович Саблуков), né en 1804 dans la région d'Oufa et décédé le 10 février 1880 à Kazan, est un orientaliste et professeur de missiologie russe, fils d'un prêtre orthodoxe.

## Études et enseignement
Sabloukov est diplômé du Séminaire théologique d'Orenbourg en 1826, puis de l'Académie de théologie de Moscou en 1830. De 1830 à 1849, il enseigne l'Histoire et les langues orientales (tatar) au Séminaire théologique de Saratov où il eut, parmi ses élèves Nikolaï Tchernychevski de 1843 à 1849. De 1849 à 1862, Sabloukov est professeur des langues orientales (tatar et arabe) et classiques (grec), ainsi qu'expert en islamologie à l'Académie théologique de Kazan. Il y travaille entre autres avec Nicolas Ilminsky. Étant aussi historien, Sabloukov publia divers livres et articles sur la numismatique, l'Histoire, l'archéologie et l'ethnographie concernant la région de la Volga, le Kipchaks (région des Coumans) et la Horde d'or.

## Missiologie et islam
Dans la mesure où une grande partie de l'Empire russe était habitée par des Tatars musulmans, fortement rétifs à l'évangélisation, Sabloukov débutait généralement ses cours par une présentation du rôle de l'islam dans la société tatare puis expliquait les grandes lignes de l'enseignement de l'islam. Il présentait ensuite les arguments des musulmans contre les chrétiens, puis ceux des chrétiens contre l'islam. Un cours était consacré à une présentation du Coran du point de vue de la langue, des usages, des principes d'interprétations, des différentes éditions et traductions.
Il est à noter que les traductions du Coran alors en usage en Russie étaient toutes réalisées d'après des traductions occidentales.
Conscient de cette lacune, Sabloukov travailla durant trente ans pour donner la première traduction du Coran en russe faite directement à partir du texte arabe, et considérée, encore de nos jours comme une excellente traduction.
Il fit ensuite paraître un Supplément à la traduction du Coran (Приложений к переводу Корана, Index annoté du Coran, 1879) puis une Information sur le Coran (Сведения о Коране, présentation du Coran, avec une explication de ses applications dans la vie quotidienne et les rituels religieux, paru en 1884). Il avait en outre fait paraître précédemment, en 1873, une Comparaison des doctrines musulmanes concernant le Nom de Dieu avec les enseignements chrétiens (Сличение магометанского учения о именах Божиих с учением о них христианским). En 1879, G. Sabloukov traduisait en russe, pour la revue « миссіонеръ » (Le Missionnaire) une quinzaine d'opuscules de Théodore Abu Qurrah en se basant sur le texte grec édité par Migne dans lesquels ce dernier met (au VIIIe siècle, donc dans les premiers temps de l'islam) en dialogue un chrétien et un musulman. Sabloukov organisa de nombreux débats entre des lettrés musulmans et ses étudiants de Kazan. Lui-même tenait sa porte ouverte pour ses visiteurs tatars. Quoique formant des missionnaires chrétiens à aller évangéliser les Tatars musulmans, il le faisait avec tant de délicatesse et d'érudition qu'il était considéré comme un « père » par les Tatars de Kazan, et que certains le soupçonnèrent même d'être secrètement musulman. Toutefois, la publication de divers écrits de polémique mit assez vite fin à cette rumeur.

## Fin de carrière
De santé fragile, il devait subvenir seul aux cours sur les questions liées à l'islam (cours théoriquement obligatoire pour tous les étudiants). Aussi, lorsqu'en 1863 le recteur de l'Académie exprima de fortes réticences en ce qui concernait la missiologie, Sabloukov se retira de l'enseignement. Il poursuivit néanmoins jusqu'à sa mort en 1880 ses travaux sur le Coran et continua à travailler avec Ilminski dans les traductions en tatar.

## Postérité
Sa charge d'enseignement des langues orientales et de la missiologie fut d'abord proposée à Ilminski, qui — tenant à se cantonner à un rôle de philologue et traducteur — proposa le nom d'un ancien élève de Sabloukov : Evfimi Alexandrovitch Malov. C'est donc ce dernier qui poursuivit, de 1863 à 1912, l'œuvre de son maître, reprenant, entre autres, les débats et discussions avec les musulmans, et publiant de nombreux ouvrages de controverse.
Dès les années 1860, Malov collabora étroitement avec Ilminski et Timofeïev (un Tatar devenu orthodoxe) à la fondation de la Fraternité Saint-Gouri avec une école pour les Tatars baptisés.
Sabloukov est enterré au cimetière Arskoïe de Kazan.

## Documents en liens externes
- (ru) Traduction russe de 15 opuscules de Théodore Abu Qurrah par Sablukov, publiées dans la revue « Missionnaire », 1879.
- (ru) La traduction russe du Coran par Sablukov en ligne